# برهم‌نهش (زمین‌شناسی)

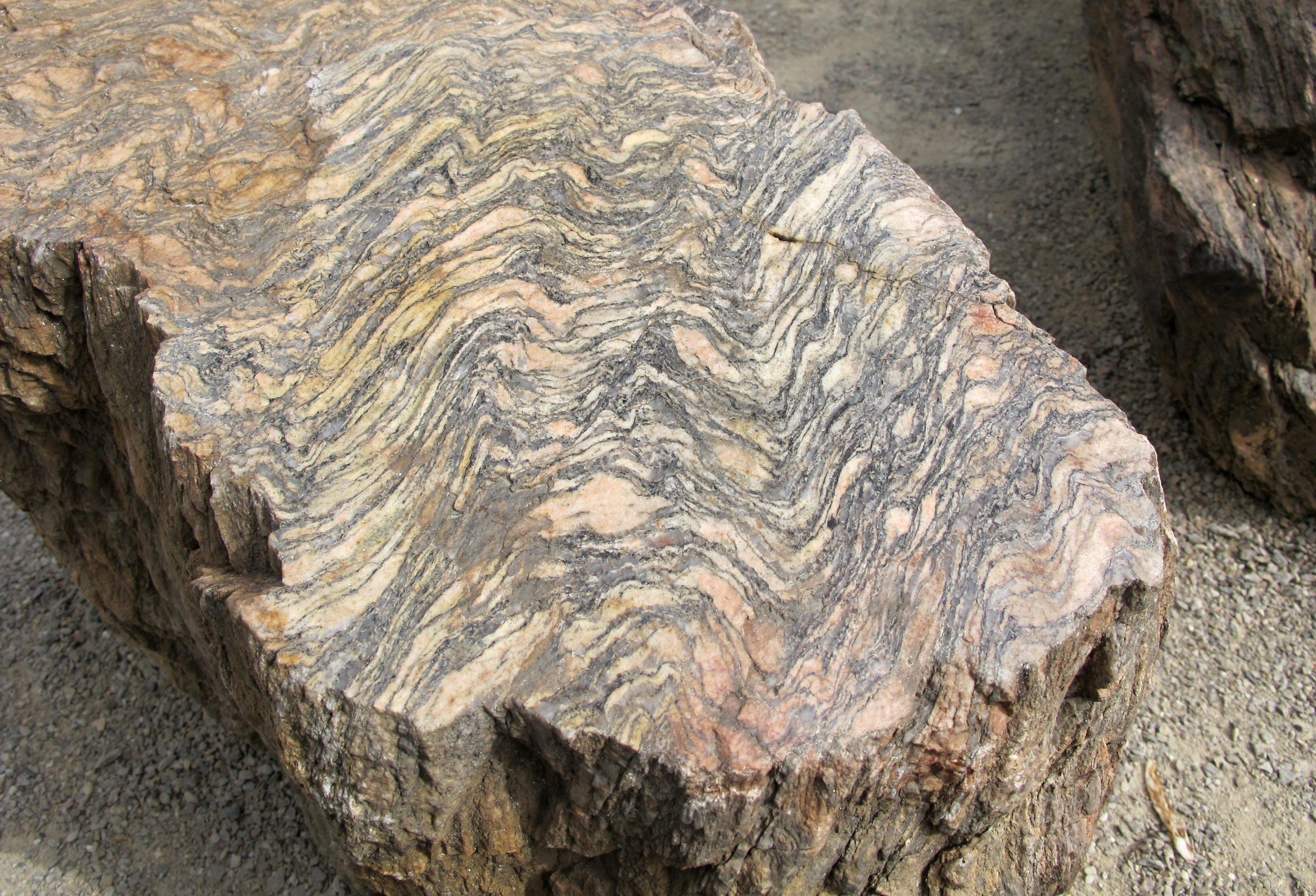
در این گنیس از جمهوری چک، سنگ آذرین اولیه دچار ورقه‌شدن ناشی از دگرگونی شده است که بافت اولیه آن را تغییر داده است.

برهم‌نهش (انگلیسی: Overprinting) یک فرایند زمین‌شناسی است که مجموعه‌ای از ویژگی‌های جدید را روی یک سنگ تحمیل می‌کند، به‌طوری که برخی از ویژگی‌های قبلی آن تا حدی محو می‌شوند. نمونه‌هایی از این فرایند شامل برهم‌نهش دگرگونی (دگرگونی تحمیل‌شده) است که در آن ساختار، بافت یا ترکیب کانی‌شناسی جدیدی بر سنگ موجود اعمال می‌شود.
به‌عنوان مثال، در پنجره تاورن در آلپ، لایه‌هایی وجود دارند که ابتدا تحت دگرگونی به اکلوژیت تبدیل شده‌اند، اما سپس تحت تأثیر فرآیندهای بعدی به شیست آبی و در نهایت به شیست سبز در رخساره‌های دگرگونی تغییر یافته‌اند. به‌طور مشابه، تغییر شکل‌های مرتبط با کوه‌زایی مازاتزال در آریزونا و نیومکزیکو در ایالات متحده، بعداً تحت تأثیر تغییر شکل ناشی از کوه‌زایی پیکوریس قرار گرفت و برهم‌نهش ساختاری در آن ناحیه رخ داد.
امضای زمین‌شیمیایی نیز می‌تواند تحت تأثیر برهم‌نهش قرار گیرد، زمانی که ترکیب شیمیایی یک واحد زمین‌شناسی دستخوش تغییر شده و امضای زمین‌شیمیایی اولیه آن حذف یا اصلاح شود.